# Saint Asonia
Saint Asonia (назва стилізована як SΔINT ΔSONIΔ) — канадсько-американський рок-гурт, сформований в Торонто у 2015 році. Актуальний склад гурту: Адам Гонтьє (вокал, ритм-гітара), Майк Мьюшак (гітара), Кейл Гонтьє (бас, бек-вокал), і Коді Воткінс (барабани), випустила свій дебютний альбом Saint Asonia 31 липня 2015. Відеокліп на пісню Better place, гурт випустив також 31 липня 2015 року.

## Історія
21 грудня 2012 року засновник гурту Three Days Grace, вокаліст, гітарист і автор текстів пісень Адам Гонтьє оголосив, що покидає гурт. Офіційною причиною його відходу стали проблеми зі здоров'ям. На своїй сторінці в Facebook Адам пообіцяв, що він не назавжди залишає сцену, і почне сольну діяльність.
|               | Скоро я напишу нові пісні, і я можу сказати чесно: вони — найкраще, що я коли-небудь створював. Я так хочу, щоб ви їх почули! Я близький до того, щоб дати вам це зробити. Слідкуйте за моєю новю музикою. Вона справжня. Чесна. Не фальшивка. Від усієї душі. В якій, до речі, я зберігаю всіх вас. Спасибі вам велике за ту любов, підтримку і доброту, яку ви надаєте мені весь цей час. |
| — Адам Гонтьє | |

Через 2,5 роки вийшов перший сингл Saint Asonia «Better Place», а 29 червня 2015 відбувся реліз другого під назвою «Blow Me Wide Open». Дебютний концерт гурту відбувся 16 травня 2015 року на фестивалі Rock on the Range, де вона виступила як спеціальний гість. Разом з першим синглом були виконані такі пісні, як «Fairy Tale», «Dying Slowly», «Let Me Live My Life». Також були виконані кавери на Three Days Grace «I Hate Everything About You» і «Mudshovel» Staind. За попереднім замовленням 26.07.2015 в Європі був доступний сингл «Fairy Tale». Також 29.07.2015 став доступний трек «Trying To Catch Up With The World». Альбом Saint Asonia випущено 31 липня 2015 року. Продюсером став Johnny K і лейбл — «RCA Records».
29 квітня 2016 року Saint Asonia випустили кавер на пісню Філ Коллінза «I Don't Care Anymore» на своєму YouTube-каналі, яка пізніше була випущена в iTunes Store 6 травня 2016 року.
5 червня 2017 року барабанщик Річ Беддо підтвердив, що він покинув Saint Asonia щоб займатися іншими справами залишившись з хлопцями в гарних стосунках. 12 липня 2017 року гурт зіграв свій перший концерт з барабанщиком Салом Джанкареллі, учасником Staind, де грав Майк Мьюшак. Улітку 2018 року Корі Лоуері залишив гурт, щоб приєднатися до Seether на постійній основі, і був замінений басистом Art of Dying та двоюрідним братом Адама — Кейлом Гонтьє.
21 лютого 2019 року Saint Asonia оголосили, що підписали контракт зі Spinefarm Records. Гурт розпочав запис свого другого студійного альбому під керівництвом продюсера Брайана Спербера.
24 липня 2019 року гурт презентував свій новий сингл «The Hunted» за участю Саллі Ерни. Ця пісня стала головним синглом з їхнього другого студійного альбому Flawed Design. 20 вересня 2019 року Saint Asonia випустили новий трек «Beast» та анонсували дату виходу альбому Flawed Design, який офіційно вийшов 25 жовтня 2019 року.
26 січня 2020 року було оголошено, що барабанщик гурту Art of Dying Коді Воткінс приєднався до Saint Asonia як новий барабанщик, замінивши Сала Джанкареллі. Гурт зіграв три концерти в Канаді у березні 2020 року за участі The Standstills. Гурт мав виступити у якості спеціального гостя на концертах Alter Bridge під час їхнього туру Walk the Sky навесні 2020 року, а також для Breaking Benjamin влітку 2020 року, але через пандемію Covid-19 їхній тур з Alter Bridge було перенесено, а тур з Breaking Benjamin скасовано. Також гурт анонсував великий тур країнами Європи, серед яких була Україна, однак через ту ж пандемію тур було перенесено на рік, а пізніше з різних причин тур було відмінено.
18 листопада 2021 року гурт випустив кавер на пісню «Blinding Lights» від The Weeknd. 19 квітня 2022 року гурт анонсував новий сингл на своєму Twitter-акаунті, виклавши зображення з нового музичного відео та текст "We've been drowning for far too long".
6 травня 2022 гурт випустив новий сингл під назвою «Above It All», а разом із цим релізом вони анонсували EP під назвою «Introvert»  який вийшов 1 липня 2022 року. 18 листопада того ж року вийшов ще один EP — «Extrovert». Крім того, гурт випустив головний сингл «Wolf». Обидва EP були випущені на фізичних носіях у вигляді збірки «Introvert/Extrovert» з бонусними треками 9 грудня 2022 року.
Гурт приєднався до туру Rock Resurrection разом з Theory of a Deadman та Skillet, що проходив з лютого по березень 2023 року, а також восени. У травні гурт розпочав свій тур Devastate.
У листопаді 2023 року гурт випустив нову версію «Wolf» за участю Джона Купера з Skillet. У грудні 2023 року Гонтьє був представлений оновленій версії синглу Thousand Foot Krutch «Let the Sparks Fly».
У липні 2024 року було оголошено, що гурт виступить у турі з Theory of a Deadman в жовтні та листопаді, однак 13 вересня 2024 року гурт відмінив всі найближчі концерти, посилаючись на "особисті справи". 3 жовтня, Гонтьє повернувся до Three Days Grace на постійній основі, тоді як Метт Волст залишився вокалістом. Saint Asonia швидко оголосили про тимчасову паузу, пообіцявши незабаром повернутися.

## Стиль
Після виступу гурту на фестивалі Rock on the Range [Архівовано 15 січня 2021 у Wayback Machine.], який відбувся 16 травня 2015 року, журнал «Metal Hammer» описав стиль гурту як альтернативний метал, повний адреналіну.

## Склад гурту
Поточні учасники
- Адам Гонтьє — вокал, ритм-гітара (2015-дотепер)
- Майк Мьюшак — соло-гітара (2015-дотепер)
- Кейл Гонтьє — бас-гітара (2018-дотепер)
- Коді Воткінс — ударні, перкусія (2020-дотепер)

Колишні учасники
- Річ Беддо — ударні (2015—2017)
- Корі Лоуері — бас-гітара, бек вокал (2015—2018)
- Сал Джанкареллі — ударні (2017—2020)

Timeline

## Discography

### Студійні альбоми
| Назва               | Деталі                                                                                          |
| ------------------- | ----------------------------------------------------------------------------------------------- |
| Saint Asonia        | - Виданий: 31 липня 2015 - Лейбл: RCA Records - Формати: Стандартне, розширене, обмежене        |
| Flawed Design       | - Виданий: 25 жовтня 2019 - Лейбл: Spinefarm Records - Формати: Стандартне, розширене, обмежене |
| Introvert/Extrovert | - Виданий: 9 грудня 2022 - Лейбл: Spinefarm Records - Формати: Стандартне, розширене            |

### Збірки
| Назва               | Деталі                                               |
| ------------------- | ---------------------------------------------------- |
| Introvert/Extrovert | - Випущено: 9 грудня 2022 - Лейбл: Spinefarm Records |

### Міні-альбоми
| Назва     | Деталі EP                                                |
| --------- | -------------------------------------------------------- |
| Introvert | - Випущено: 1 липня 2022 - Лейбл: Spinefarm Records      |
| Extrovert | - Випущено: 18 листопада 2022 - Лейбл: Spinefarm Records |

### Сингли
| Назва                                             | Рік  | US Main. | CAN Rock | Альбом                               |
| ------------------------------------------------- | ---- | -------- | -------- | ------------------------------------ |
| «Better Place»                                    | 2015 | 8        | 9        | Saint Asonia                         |
| «Let Me Live My Life»                             | 2015 | 10       | 23       | Saint Asonia                         |
| «Blow Me Wide Open»                               | 2015 |          |          | Saint Asonia                         |
| «Fairy Tale»                                      | 2015 |          |          | Saint Asonia                         |
| «Trying to Catch Up with the World»               | 2015 |          |          | Saint Asonia                         |
| «I Don't Care Anymore»                            | 2016 |          |          | Без альбому                          |
| «The Hunted» (featuring Sully Erna)               | 2019 | 43       | 40       | Flawed Design                        |
| «Beast»                                           | 2019 |          |          | Flawed Design                        |
| «This August Day»                                 | 2019 |          |          | Flawed Design                        |
| «Blind»                                           | 2020 |          |          | Flawed Design                        |
| «Ghost»                                           | 2020 |          |          | Flawed Design                        |
| «Blinding Lights»(The Weeknd cover)               | 2021 |          |          | Flawed Design                        |
| «Above It All»                                    | 2022 | 34       |          | Introvert/Extrovert                  |
| «Better Late Than Never»                          | 2022 |          |          | Introvert/Extrovert                  |
| «Wolf»                                            | 2022 |          |          | Introvert/Extrovert                  |
| «Devastate»                                       | 2023 | 35       |          | Introvert/Extrovert                  |
| «Wolf»(feat. Skillet)                             | 2023 |          |          | Introvert/Extrovert                  |
| «Let the Sparks Fly»\|(with Thousand Foot Krutch) | 2024 | —        | —        | The End is Where We Begin: Reignited |

### Відео кліпи
| Назва          | Рік  | Альбом                |
| -------------- | ---- | --------------------- |
| «Better Place» | 2015 | Saint Asonia          |
| «Fairy Tale»   | 2017 | Saint Asonia          |
| «The Hunted»   | 2019 | Flawed Design         |
| «Ghost»        | 2020 | Flawed Design         |
| "Above It All" | 2022 | «Introvert/Extrovert» |
| "Devastate"    | 2023 | «Introvert/Extrovert» |
| "Wolf"         | 2024 | «Introvert/Extrovert» |

## Нагороди
Loudwire Music Awards
| Рік  | Номіновано   | Нагорода        | Результат |
| ---- | ------------ | --------------- | --------- |
| 2015 | Saint Asonia | Best New Artist | Перемога  |